# Sociedad vikinga
Los vikingos eran expedicionarios escandinavos muy vinculados al mar que irrumpieron en la escena histórica alrededor del siglo VII y han sido objeto durante muchos años de las más fabulosas leyendas. Sin embargo, tenían una personalidad real que ya ha sido estudiada y se refleja en su sociedad; no eran un grupo étnico, sino una especie de cofradía informal de los llamados hombres del norte, que se hizo muy popular en la Europa septentrional y con el único fin de obtener abundancia y prosperidad o bien con el comercio o sirviendo con sus armas al mejor postor.

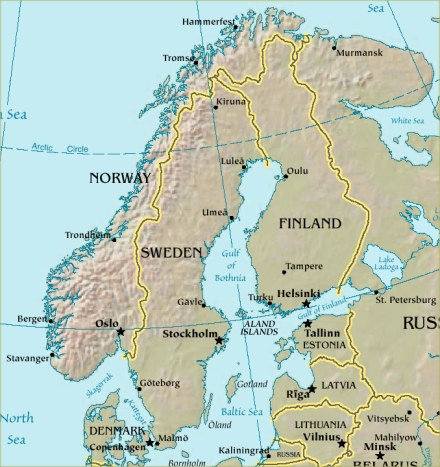
Mapa de Escandinavia y el norte de Europa.

## Las guerras

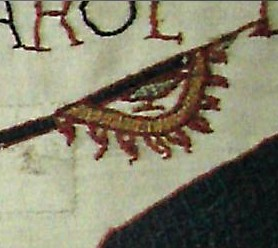
Detalle del tapiz de Bayeux donde aparece un estandarte del cuervo, la enseña sagrada de los vikingos en el campo de batalla.

Durante la Era Vikinga, Escandinavia fue escenario de numerosas y frecuentes guerras. No obstante, la mayoría tenían un carácter más de rencillas entre caudillos locales por dominar a sus rivales que verdaderas luchas entre naciones. Por otro lado, los vikingos estaban acostumbrados a un entorno bélico desde su nacimiento, e hicieron de incursiones y expediciones su modus vivendi durante varios siglos. El historiador James H. Barrett desestima las teorías que echan la culpa de la expansión vikinga a un cambio en el clima y a la sobrepoblación. El danegeld era un ejemplo de la prosperidad vikinga a base de extorsionar a otros reinos con un tributo a cambio de paz y los Jomsvikings una hermandad que resumía muy bien el calibre belicoso y mercenario de su perfil.
El éxito de las incursiones bélicas vikingas, en contra del estereotipo salvaje, caótico y desordenado que la literatura y el cine contemporáneos ofrece, se debió a un comportamiento militar muy disciplinado y a una creatividad sin precedentes desde la caída del Imperio Romano. En la ofensiva sorprendían a sus contrincantes con la formación svinfylking, defensiva como el skjaldborg y una primitiva pero casi siempre muy eficiente strandhögg (o un ataque relámpago de guerra de guerrillas).

## Reyes legendarios
Al menos en la primera mitad de la Era Vikinga no se puede hablar de verdaderos reyes locales, pues era muy fácil y frecuente atribuirse ese nombre. Las realezas nacionales no aparecieron hasta aproximadamente el siglo X. A todo esto se suman sagas, leyendas y mitos que portaron algo de confusión y, a falta de fuentes contemporáneas en sus inicios, dificultaron el discernimiento entre fantasía y realidad, pues a veces los primeros reyes poseían rasgos de semidioses legendarios.

## Paganismo
La sociedad vikinga era profundamente creyente y muy celosa de sus dioses y tradiciones. El paganismo nórdico fue un serio competidor del cristianismo, una creencia monoteísta procedente de Oriente Medio que, en algunos casos, aún impuesto a la fuerza no llegó a eliminar el poder de unas deidades muy vinculadas a fenómenos naturales y los quehaceres diarios que no seres sobrenaturales de gran poder. Los dioses eran amigos, no figuras subjetivas, lejanas y ajenas a la comprensión terrenal; a los dioses no se les temía, se les respetaba.

## Estructura social

### Guerreros y caudillos
La casta dominante eran los comandantes guerreros del pueblo (hersir), que eran vasallos al servicio de los nobles (drotts, holds y jarls) y por encima de todos el rey (nórdico antiguo: konungr). Los miembros de esta casta superior, elegidos por el pueblo, eran los que dirigían las grandes campañas de conquista. Si los jefes no lograban éxitos guerreros, eran destituidos por el pueblo, que inmediatamente se ponía al servicio de otro jefe en quien tuviera mayores esperanzas. Lo mismo cabe afirmar de los reyes, quienes no gozaban de plena legitimidad hasta que el Thing (asamblea) de los hombres libres les había jurado fidelidad. Este juramento de fidelidad era igualmente necesario para que, a la muerte del rey, empezara a reinar su hijo, quien en principio era heredero del trono.

### Hombres libres
El núcleo de la sociedad estaba formado por campesinos y artesanos llamados bændr, los que constituían una clase media muy generalizada. Eran hombres libres y tenían destacados derechos, tales como:
- Uso de las armas.
- Privilegio de integrar la asamblea local (en su condición de propietarios de tierras).

En realidad, no había entre ellos ninguna diferencia pero, por ejemplo, la importancia y poder de mando de quien poseía cien acres de tierra era superior al que sólo poseía diez.

#### Los comerciantes
Los bienes de consumo que no provenían de la producción local, sobre todo los artículos de lujo, habían de ser adquiridos a los comerciantes, quienes constituían otra clase social (aunque no en pocas ocasiones eran también terratenientes). Los vikingos establecen puertos y mercados en la costa escandinava, dos de ellos adquieren relevancia: Birka y Hedeby durante los siglos IX y X.

#### Los artesanos
Sólo en raras ocasiones eran llamados a la granja profesionales que realizaran trabajos especializados. Estos operarios dieron origen a una nueva clase social, los artesanos, aunque en principio de poca importancia, pues la mayoría de ellos contemporizaba el ejercicio de su oficio con el cultivo de los campos (común a todos los bóndis). La excepción fueron los maestros canteros, grabadores de piedras rúnicas, pues hasta los más admirados guerreros si eran hábiles con las herramientas eran requeridos para grabar y erigir las piedras en honor de los caídos allá donde se les solicitaba. El más conocido fue Ulf de Borresta que no fue solo un maestro cantero del siglo XI en Uppland, Suecia, también un próspero vikingo que regresó en tres ocasiones de las incursiones a Inglaterra con grandes beneficios en el tributo denominado danegeld.

#### Los forjadores
Entre este conjunto de artesanos destacó pronto el de los forjadores, grupo cerrado de gran especialización, reputado como profundo conocedor de su oficio. La literatura medieval escandinava cita a Völundr (o Wieland, el herrero), aquel quien «fabrica anillos de oro y espadas de hierro», trabajaba el oro y la plata con la misma facilidad que damasquinaba las hojas. Smidhr era el apelativo para los herreros comunes, gullsmidhr si trabajaba el oro y el iarnsmidhr si era forjador.

#### Los campesinos
La vida diaria de los campesinos está abundantemente descrita en algunas sagas, narraciones poéticas en prosa sobre los pueblos nórdicos, y no parece diferenciarse mucho de la vida que hacía el resto de los campesinos escandinavos. El elemento natural de la vida campesina era la granja. Estas estaban organizadas en una estricta economía cerrada, de manera que cada una producía por sus habitantes todo lo necesario para la vida. La familia vikinga vivía en la autarquía: todo se fabrica o se produce en casa.
Los vikingos se dedicaban principalmente a la caza y pesca como fuente de alimentación, aunque muchas poblaciones se dedicaban a la agricultura y la ganadería. En Dinamarca era habitual el cultivo de cereales como la cebada, el centeno, la avena y cultivos de huerta como las cebollas, los repollos y las judías. Por otro lado, se dedicaban a la cría de vacas, cabras, ovejas y cerdos.
Su recurso principal, utilizado para el comercio, era, de la caza de morsas, por su cuero y su marfil. El explorador Ohthere de Hålogaland menciona las riquezas naturales descubiertas en su recorrido hacia el este, tierras del mar Blanco y Bjarmaland y entre ellas «las morsas de no más de siete varas y que en dos días había cazado 66 ejemplares por su valioso marfil.»

### Los esclavos
La mayor diferencia entre la sociedad de los vikingos y las otras sociedades escandinavas radicaba en que tenía una clase social que no existía en éstas: la clase más baja, los esclavos, llamados thralls. 
En su inmensa mayoría provenientes de las regiones saqueadas o individuos endeudados, o sus descendientes. Tenían asignados los trabajos más duros, que no requerían ninguna especialización, sino sólo la fuerza física. Desde su nacimiento, los esclavos pertenecían a sus dueños. A diferencia de los siervos, no tenían ningún tipo de derecho legal y les estaba enteramente prohibido el uso de armas. Caso especial son las mujeres raptadas para esposas o concubinas, la inmensa mayoría en Islandia. 
Si una mujer libre tenía un hijo de un esclavo, era degradada de su clase social y descendía al nivel del padre de la criatura. En cambio, la esclava que tenía un hijo de su dueño, aunque no ascendía en la categoría social, ganaba merecimientos, pues había incrementado el poder personal del dueño con un nuevo servidor. Por lo demás, la condición de la mujer era en todo igual a la del hombre.
Con el tiempo, en climas templados aptos para la agricultura, la esclavitud fue evolucionando hacia la servidumbre, siguiendo el ejemplo del feudalismo.
Las clases pobres y los vagabundos, aun no siendo esclavos, tampoco tuvieron mejor suerte. La ley islandesa era muy explícita cuando cita que los pobres no podían casarse libremente, o que los vagabundos podían ser expoliados de sus pocas pertenencias por cualquiera e incluso ser castrados y morir por ello sin que la otra parte mereciera castigo.

## Sociedad en la era vikinga

### El ama de casa y el papel de la mujer
Es interesante saber que el distintivo de la mujer libre, ama de casa, era un manojo de llaves que llevaba colgado del cinturón. Ella era la jefa en el interior de la casa y a menudo se hacía cargo de la marcha de la granja cuando su marido y sus hijos estaban ausentes por motivos guerreros o comerciales. Todo esto se ha sabido gracias a numerosos hallazgos arqueológicos que han venido a confirmar las leyendas de la época.
No obstante, el historiador James H. Barrett teoriza que una de las causas de la expansión vikinga fue, por un lado un infanticidio selectivo de niñas en Escandinavia, lo que llevó a que cada vez hubiese menos mujeres, que a la larga resultó en una amplia competencia entre los hombres por conseguir esposa y, por otro lado, el exceso de hombres jóvenes que se lanzaron a la búsqueda de riquezas y recursos para asegurar mejores oportunidades de matrimonio, un hogar propio e independencia. De todas formas Barret afirma que los vikingos valoraban mucho a la mujer pues en su cultura tenía un papel muy importante, no porque se practicase un infanticidio femenino habría que pensar lo contrario; uno de los aspectos que llamó la atención de Barrett es que muchos de los tesoros que los vikingos conseguían en sus incursiones luego los enterraban en las tumbas de sus esposas.
El caso de Gisli, tío de Gísle Súrsson (personaje de Saga de Gísla Súrssonar), es un curioso ejemplo de como la posición social del hombre podía basarse también en la categoría y fortuna de la esposa. A la muerte de su hermano, Gísle solicitó la mano de su cuñada Ingeborg, «pues no quería que saliese de su familia una mujer tan excelente como aquella». De ese modo Gísle se hizo con numerosas propiedades y se convirtió en un hombre de posición y prestigio.
En las antípodas de los derechos se encontraban las mujeres de los vikingos varegos del Rus de Kiev, pues las mujeres en las sociedades eslavas no gozaban de los mismos privilegios y eso influenció en el hecho que los Rus' no dieran demasiada relevancia al género femenino.

### La familia, el matrimonio y los hijos
Los matrimonios (braudkaup) se hacían por acuerdos familiares. Había dos fases, el de petición de mano como compromiso por parte del varón que debía entregar una suma de dinero (mundr) a la novia, y la segunda fase, el pago de la dote de ella, que pagaba el padre al esposo el día de la boda que se podía celebrar indistintamente en alguna de las haciendas de los progenitores de ambos cónyuges. La ceremonia se celebraba al año, aproximadamente, y solía durar varios días.
No obstante, algunas sagas narran el nacimiento de amores apasionados, consumados al margen de toda conveniencia social. Los hijos eran el orgullo y la riqueza de la familia. La mujer seguía perteneciendo a su clan de origen y tenía la potestad de divorciarse si la relación no era satisfactoria. Un ejemplo que aparece en la Saga de Laxdœla es el de Hrut Herjolfsson, que fue amante de la reina madre de Noruega, Gunnhild, durante su estancia en el continente como miembro del hird real, pero al regresar a Islandia sufría de priapismo; su esposa Unn fue asesorada por su padre, el jurista Mord Sighvatsson para encauzar legalmente el divorcio.
Algunas leyes hacen referencia a anteriores leyes bajo las cuales, con solo realizar una declaración formal ante testigos, tanto un marido como una esposa podrían divorciarse legalmente. Los malos tratos, sobre todo en caso de una agresión con heridas, era motivo de divorcio inmediato. A diferencia del papel de la mujer en otras regiones de la Europa medieval y cristiana, la mujer vikinga era husfreya (la señora de la casa), y aún de casadas mantenían en control de las propiedades sin necesidad de contar con el beneplácito de los maridos.

### Abandono de los recién nacidos e infanticidio
Antiguas leyes escandinavas permitían el abandono de los niños recién nacidos, pero esto no era una práctica común. Solamente los niños que nacían con deformaciones físicas estaban condenados a sufrir tal suerte, eran llamados úborin börn («no aceptados»). De todas formas, el abandono de un niño era considerado un presagio de desgracias para los padres y constituía un crimen execrable si ya le habían dado un nombre y si el padre ya lo había reconocido mediante la ceremonia de ponerlo sobre sus rodillas. Cuando esta ceremonia había sido cumplida, a los nueve días de su nacimiento, el recién nacido era considerado como un miembro de la familia y, por tanto, disponer de su vida era un crimen.
Ibrahim ibn Yaqub al-Tartushi, un explorador de al-Ándalus del siglo X, ofrece una amplia descripción de la vida en la sociedad nórdica, textualmente cita sobre la vida en el emporio comercial de Hedeby lo siguiente:
La ciudad es pobre en bienes y riquezas. ... Los bebés son arrojados al mar por razones de economía.

### Normas sociales
En el Loddfáfnismál de Hávamál, leemos unos consejos que han de regular la vida de los escandinavos. Por su espontaneidad y buen sentido parecen dados por el hombre moderno:
- Lleva siempre los vestidos limpios y decentes.
- Evita la lujuria.
- Si tienes mucho trabajo que hacer, levántate temprano para que el nuevo día no te sorprenda perdiendo el tiempo.
- No des tu amistad a los enemigos de tus amigos.
- No digas mentiras, pero si alguien te engaña, puedes tú también engañarle.
- Si llegas como invitado a una casa y tienes algo interesante que decir, dilo con moderación. Si no tienes nada que decir, escucha con atención al que te ha invitado.
- No seas ambicioso.
- Bebe si te apetece, pero no te emborraches.
- Si recibes invitados en tu casa, ofréceles agua y toalla para lavarse, y siéntalos luego a tu lado a orilla del fuego.
- Sé honesto.

La hospitalidad (gestrisni) era de obligado cumplimiento, un deber sagrado en un medio natural de crudos inviernos, incluso con los enemigos.

### Familia y honor
Los lazos de sangre son de naturaleza divina. Atentar contra la propia familia era un crimen severamente castigado. Las sagas nórdicas están llenas de historias de familias diezmadas por sucesivas venganzas que se mantienen latentes incluso durante generaciones. El rechazo de un individuo del seno familiar, el clan compuesto por padres y abuelos, hijos, hermanos, tíos, primos y sobrinos, es un estigma terrible equiparable al destierro. La familia no excluye la poligamia, un hombre con fortuna puede tener a su esposa legítima y concubinas a su servicio, normalmente thralls.
El honor era un concepto muy arraigado en la sociedad vikinga y tenían sus propios códigos de conducta, normas y ceremoniales para solventar disputas como el holmgang.
Las muestras de debilidad, actos de cobardía y traición convertía a un individuo en un niðingr (estigmatizado socialmente) y podía ser sentenciado tras ser acusado como proscrito en la thing. El heitstrenging era un juramento solemne que marcó los pactos entre individuos y su incumplimiento estaba sujeto a un castigo disciplinario.
Los vínculos de un clan no se limitaban a los lazos de sangre (frændr), también se consolidaban fuertes alianzas con la familia política (mágar). Era común en las sociedades germánicas los pactos de adopción de preadolescentes entre familias, así las sagas hablan de fóstbróðir (o hermanos de leche) que crecían junto a hijos de la familia de acogida, svaribróðir y eiðbróðir (dos tipos de un juramento de lealtad que les convertía en hermanos). Estos vínculos a veces eran mucho más fuertes que los propios de sangre. Este tipo de hermanamiento se conocía como fóstbrædralag, de una gran importancia social pues un individuo sin hermanos era considerado huérfano; era una forma de proteger el honor individual y el familiar.
La saga de Njál es un ejemplo de como en la Islandia vikinga se aplicaban las compensanciones por la muerte de un individuo perteneciente a un clan familiar que solicitaban un wergeld por la pérdida de su vida, normalmente un dispendio económico. Las compensaciones no se aplicaban si el sujeto era matado de noche, en tal caso se consideraba un crimen sin honor, un simple asesinato.

## Los escaldos
Los escaldos eran poetas-guerreros al servicio de sus caudillos que desarrollaban una doble tarea cultural, no solo como compositores de poemas escáldicos sino también como cronistas, escritores y testigos de la historia. Eran muy apreciados por sus señores y les acompañaban en sus viajes y campañas militares. Gracias a ellos han llegado hasta nuestros días las más famosas sagas nórdicas entre las que destacan Heimskringla, Saga de Njál y Saga de Laxdœla. Se puede decir que llegaron a ser los reporteros de su tiempo.